# Malte Gårdinger
Malte Lars Isidor Myrenberg Gårdinger (født 23. juli 2000) er en svensk skuespiller. Han er blandt andet kendt for sin rolle som August i Netflixserien Young Royals, som han spillede mellem 2021 og 2024.
Gårdinger gik på Stockholms estetiska gymnasium fra 2016 til 2019. Han er søn af tv-personligheden Pontus Gårdinger.

## Filmografi
- Sune på fjeldet (2014)
- Jordskott (tv-serie, 2017)
- Mord i Skærgården (tv-serie, 2020)
- Gåsmamman (tv-serie, 2021)
- Young Royals (tv-serie, 2021-2024)
- Triangle of Sadness (2022)
- Lykkebugten (tv-serie, 2022)
- Fake (tv-serie, 2023)
- Et sidste ræs (2023)
- Den stygge stedsøster (2025)